# بلال الودغيري
بلال الودغيري (3 أغسطس 2001) هو لاعب كرة قدم مغربي، يلعب في مركز قلب الدفاع مع نادي الفتح الرياضي.

## المسيرة الكروية
ولد الودغيري في مدينة فاس بالمغرب وانضم إلى مدرسة نادي المغرب الفاسي في سن مبكرة.
خلال موسم 2020–21، دخل في 19 أبريل 2021 مع المغرب الفاسي ضد شباب المحمدية، بدلاً من كريم الولادي في الدقيقة 66 (تعادل 1-1). خلال ذلك الموسم، لعب مباراة واحدة فقط وأنهى الفريق الموسم في المركز السابع في البطولة الوطنية.
خلال موسم 2021–22، خاض مباراته الأولى في 25 ديسمبر 2021، ضد نادي طنجة (الفوز 2–1). وفي 15 مايو 1202، سجل هدفه الأول ضد شباب المحمدية (الفوز 1-3).
في 18 يناير 2023، سجل هدفه الاحترافي الأول ضد الجيش الملكي (خسارة 2-1).

## المسيرة الدولية
في 21 مارس 2021، تلقى أول استدعاء له للانضمام إلى المنتخب الوطني لمعسكر تدريبي في السعيدية مع منتخب المغرب تحت 20 سنة تحت قيادة المدرب زكريا عبوب.
في 3 أكتوبر 2021، كان ضمن قائمة المدعوين لمنتخب المغرب تحت 23 سنة الذي يدربه هشام الدميعي لمعسكر تدريبي في المركز الرياضي المعمورة بسلا.
في 22 مارس 2023، انضم إلى منتخب المغرب تحت 23 سنة تحت قيادة المدرب الجديد عصام الشرعي لمباراة ودية ضد ساحل العاج في الرباط كجزء من الاستعدادات لكأس الأمم الإفريقية تحت 23 سنة التي أقيمت في المغرب في عام 2023. وبعد يومين، ظهر على مقاعد البدلاء خلال مباراة ودية ضد توغو، ولم يشارك فيها (فوز 2-0).
حل محل أيمن الوافي، عندما انسحب من دورة الألعاب الأولمبية الصيفية 2024 في 9 يوليو 2024 بعد أن رفض ناديه السماح له بالمشاركة.

## روابط خارجية
- بلال الودغيري على موقع قاعدة بيانات كرة القدم.إي يو (الإنجليزية)
- بلال الودغيري على موقع Soccerway.com (الإنجليزية)
- بلال الودغيري على موقع 365scores (الإنجليزية)